# Parasiccia nocturna
Parasiccia nocturna är en fjärilsart som beskrevs av George Francis Hampson 1900. Parasiccia nocturna ingår i släktet Parasiccia och familjen björnspinnare. Inga underarter finns listade i Catalogue of Life.